# Wielowieś (Lubusz)
Pour les articles homonymes, voir Wielowieś.
Wielowieś (prononciation : [vjɛˈlɔvjɛɕ]) est un village polonais de la gmina de Sulęcin dans le powiat de Sulęcin de la voïvodie de Lubusz dans l'ouest de la Pologne.
Il se situe à environ 18 kilomètres à l'est de Sulęcin (siège de la gmina et du powiat), 39 kilomètres au sud de Gorzów Wielkopolski (capitale de la voïvodie) et 52 kilomètres au nord de Zielona Góra (siège de la diétine régionale).
Le village compte approximativement une population de 231 habitants en 2008.

## Histoire
Après la Seconde Guerre mondiale, avec la mise en œuvre de la ligne Oder-Neisse, le village est intégré à la République populaire de Pologne. La population d'origine allemande est expulsée et remplacée par des polonais.
De 1975 à 1998, le village appartenait administrativement à la voïvodie de Gorzów.

Depuis 1999, il appartient administrativement à la voïvodie de Lubusz